# NICO (狩野恵輔の漫画)
『NICO』（ニコ）は、狩野恵輔による日本の漫画作品。『週刊少年サンデーS増刊』（小学館）にて2013年1月号から同年10月号まで連載された。単行本は全2巻。全10話。サブタイトルは『thief of fallen angel city』。
犯罪率の多い都市を舞台に、敵の能力をコピーして自分の能力に変える青年が、その能力を駆使して戦う超能力バトル漫画。ギャグ描写とシリアスな展開を織り交ぜた作風が特徴的。お色気シーンやきわどい描写も多い。

## あらすじ
夢・恋愛・法律など、あらゆるものが盗まれる日本最大の犯罪都市が存在する。その名も「堕天市フォールタウン」。
ファーストフード店を経営する青年・尾根山ニコは、金融街の金貨強盗の容疑者として逮捕されるが証拠不十分で釈放。ニコはこの事件を「盗賊の仕業である」と見抜いていた。それは金ではないものを盗む特殊窃盗技を駆使する「セーフティ・セフト」と呼ばれる者たちの仕業であり、外国人居住者の増加に伴い、「法泥棒」の仕業によって銃刀法などの法律が盗まれ、堕天市は無法地帯となっていたのだ。
その事件の犯人が、警視庁の巡査・頓木であることが判明し、彼は「姿泥棒」と呼ばれる能力で他人に化け、ニコに殺人の濡れ衣を着せようとした張本人でもあった。それらの事実をセイカ・キャトルに知られ、彼女を殺害しようとしたが、ニコの「技泥棒」の能力により敗北する。ニコの能力を知ったセイカは、堕天市の治安維持のためにニコを利用しようとする。

## 登場人物
尾根山 ニコ（おねやま ニコ）
本作の主人公。23歳。ファーストフード店「ニコバーガー」を経営する明朗快活な青年で、別称「スマイリーフェイス」。その正体は敵の能力をコピーして自分のものにする「技泥棒」。
津村 秀活（つむら しゅうかつ）
本作の副主人公的存在。ニコの幼馴染で「ニコバーガー」の常連客。愛称は「つーさん」。ニコが作った「アンビバレンスバーガー」の味を不味いと批評した。
職業はTVディレクターだが、その正体は触れた相手の職種を盗み、自分の職種と入れ替える「職泥棒」で、実質無職。
美駒 融（みく とおる）
ニコ、津村の幼馴染。「三蜂銀行」に勤める銀行員。眼鏡をかけた中肉中背の青年だが、その正体は敵の筋力を吸収して自分の筋力に変える「力泥棒」。
セイカ・キャトル
本作のヒロイン。ハーバード大学を卒業後、日本に帰国し警視庁に入庁し、29歳の若さで警視正に上り詰めたキャリアウーマンだが、現在は巡査に降格。金髪のショートヘアで、爆乳・爆尻のナイスバディで、露出度の高い制服を着ている。脳筋であり、鞭にものを言わせた暴力と、容疑者のニコを「ヘラヘラしているから愉快犯」と決めつけ、セリフの漢字には誤字が多い。
証拠不十分で釈放となったニコを「何か持っている」と確信して監視していたが、事件の真相を知るとニコの能力を評価し、治安維持のために利用しようとする。
ビクター・ブレイリー
警視庁・新市街11分署交通課所属の巡査部長。ニコに殺人事件の犯人の被疑者として尋問するが、真実を知り、それ以降はニコと協力関係になる。
頓木（とんき）
警視庁・新市街11分署交通課所属の巡査。小太りな体型が特徴で、ニコバーガーの常連客でもある。しかし、その正体は金融街で起きた金貨強盗の相棒を殺害した犯人で、触れた相手の姿を盗める「姿泥棒」。その技でニコに濡れ衣を着せ、セイカにすべてを知られた際に彼女を殺害しようとするも、ニコに自分の技を盗まれたうえに利用されたことで敗北、逮捕された。
レイ・ローズ
警視庁・新市街11分署交通課所属の巡査。
トリンプ・シュピースホーファー
LFJチーム「堕天エンジェルス」のトップエース。勝負下着が盗まれ、ニコに「取り戻してほしい」と依頼する。気に入らないことがあると「この凡民どもがーっ!!」と怒声を上げながら標的を暴行する。
ミシェル・ブラウン
LFJチーム「堕天エンジェルス」の補欠。実はトリンプの勝負下着を盗んだ犯人。
フォルテス・アフラマスター
堕天市市長。LFJ好きで有名。

## 用語
堕天市（だてんし）フォールタウン
本作の舞台である、日本最大の犯罪都市。夢、恋愛、法律、命など、あらゆるものが盗まれる無法地帯。
盗族（とうぞく）
堕天市に住み着く、泥棒たちの総称。ニコいわく「命までは取らない」ことが最低限のルールとのこと。

## 書籍
- 狩野恵輔 『NICO』小学館〈少年サンデーコミックス〉、全2巻
  1. 2013年6月18日初版発売 ISBN 978-4-09-124326-3
  2. 2013年11月18日初版発売 ISBN 978-4-09-124501-4